# Viva la Pepa (telenovela)
¡Viva la Pepa! es una telenovela venezolana producida y transmitida por RCTV entre los años 2000 y 2001. Original de Valentina Párraga.
Protagonizada por Catherine Correia, Lilibeth Morillo y Julie Restifo, junto a Juan Pablo Raba, Juan Carlos Alarcón, Alfonso Medina, Carlos Olivier y Flavio Caballero, y con las participaciones antagónicas de Dad Dáger, Eduardo Serrano y Mirela Mendoza.

## Sinopsis
Pepita, desea estudiar una carrera universitaria, pero trabas tanto económicas como personales se lo impiden. En medio de un terrible aguacero y a pesar de la objeción de algunos de sus familiares, Pepita llena de ilusión y acompañada de su amiga Mariana López, va a inscribirse a la universidad. En medio de esa tormenta Pepita conoce a los dos hombres de su vida: Luis Raúl Graziani y Luis Ángel Perdomo.
El primero es hijo de Ulises Graziani, un afamado jurista que recién incursiona en la política. Luis Raúl es el típico "niño problema", adinerado y rebelde. Lleva una vida "alegre", pero en realidad es un amargado a causa de un accidente sufrido en su adolescencia que lo dejó impotente.
Luis Raúl disfruta de la vida junto a su amigo Alberto Amengual. Por causa del mal tiempo verán frustrados sus planes y de esta forma conocerán a Pepita y a Mariana, quienes son rescatadas de la lluvia por estos dos ebrios personajes.
Pepita despierta en Luis Raúl un deseo descomunal, que este nunca había sentido, y es entonces cuando enloquece tras ella. Con la inexperiencia del caso apabullará a Pepita, quien queriendo escapar de las garras de Luis Raúl, evitando sus besos y temiendo ser violada, es rescatada por el perfecto policía salvador Luis Ángel Perdomo.
Pepita cuenta con el apoyo y aliento incondicional de su madre: Pepa Lunar, quien trabaja como asistente de peluquería. Vive con Perucho Galán, el padrastro de Pepita. El maneja su taxi y es sindicalista. Le dará a Pepa la peor y a la vez, la mejor lección de su vida.
La tercera Pepa es Mari Pepi, madrina de Pepita y casi hermana de Pepa, una prestigiosa médico gineco obstetra. Es amante y confidente silenciosa de su adorado psiquiatra y mentor: Ismael Bencecry. Pero cuando descubre a Jota Jota Moncada, un joven médico residente (a quien Mari Pepi entrena en su especialidad), se reencontrará con sus verdaderos potenciales como ser humano, como profesional y como mujer.
- Esta novela es un remake de la hija de Juana Crespo, solo que agregaron una nueva trama: la de Mary Pepi y JJ

## Elenco
- Catherine Correia - Josefina Lunar "Pepita"
- Lilibeth Morillo - María José Maneiro "Mari Pepi"
- Julie Restifo - Josefa Lunar de Galán "Pepa"
- Juan Pablo Raba - Luis Ángel Perdomo
- Juan Carlos Alarcón - Luis Raúl Graziani
- Carlos Olivier - Pedro Galán "Perucho"
- Flavio Caballero - Gonzalo Iturriza
- Eduardo Serrano - Ulises Graziani
- Dora Mazzone - Yiya Bencecry
- Henry Soto - Ismael Bencecry
- Alfonso Medina - José de Jesús "J.J" Moncada
- Desideria D'Caro - Fedora de Graziani
- Mirela Mendoza - Susana Bencecry
- Eduardo Gadea Pérez - Rafael Perdomo
- Victoria Roberts - Rosario Morales
- Gonzalo Cubero - Jean François
- Virginia Vera - Cándida
- Anabell Rivero - Celina Requena
- Beatriz Fuentes - Violeta Ruíz
- Ramón Castro - Alberto Amengual "Bobby"
- Émerson Rondón - Rodríguez
- Freddy Galavís - Lorenzo
- Carlos Cruz - King "Guaguancó"
- Dad Dáger - Yakionassi Guaramato
- Bebsabé Duque - Yesenia Maneiro
- Bárbara Garófalo - Reinita
- Juliet Lima - Angélica
- Leonardo Marrero
- Lila Morillo - Mari Chucha Maneiro
- Humberto García - El Sr. Girón
- Ana Beatriz Osorio
- Kristin Pardo - Coralia
- Rosa Palma - Inés Briceño
- Gabriel Parisi - Inspector Medina
- Araceli Prieto - Mercedes
- Rosario Prieto
- Marisa Román - Mariana López
- Elena Toledo - Lissette Pinto
- Verushka Scalia - Doctora León
- Iván Romero - Matías
- Aura Rivas
- Rigel Chacín - Peruchito
- Antonio Cuevas
- Rhandy Piñango - Lindombi Guaramato
- Ralph Kinnard
- Katyuska Rivas
- Ogladih Mayorga
- Richard Rey
- Alexander Espinoza
- Alejandro Chabán - Roberto "Robe" Briceño

## Libretos de escritores
- Original de: Valentina Párraga
- Libretos de: Valentina Párraga, Irene Calcaño, Manuel Mendoza, Germán Aponte, Neida Padilla

## Premios

### El 2 de Oro 2001
- Mejor Actriz de Reparto: Lilibeth Morillo
- Mejor actor de reparto: Alfonso Medina

- Datos: Q6164143